# 上句點
上句點（dot bove：◌̇，或者是upper dot，Overdot）用于上部增加的句点；相對於用於下部的下句點(down dot)。
上面的点用于阿拉伯语罗马化；用于立陶宛语的/eː/ (Ė, ė)；用于马耳他语/t͡ʃ/(与 ʃ 相对)、/d͡ʒ/(与 ʒ 相对)、/ɖʐ/(与 ɖ、ʐ 相对)；用于波兰语等。以及用於華語通用拼音的輕聲（ȧ、ė、i̇、ȯ、 u̇ ）。

## 下句點
[◌̣]

## 外部連結
- Diacritics Project — All you need to design a font with correct accents（页面存档备份，存于）